# Jimmy Douglas
Jimmy Douglas (East Newark, 12 de janeiro de 1898 - Point Pleasant, 5 de março de 1972) foi um futebolista norte-americano que atuava como goleiro. Ele competiu na Copa do Mundo de 1930, sediada no Uruguai, na qual os Estados Unidos terminou na terceira colocação dentre os treze participantes.

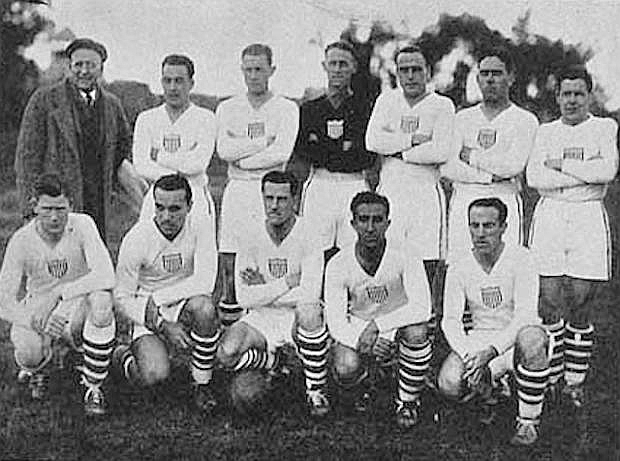
Equipe de futebol dos Estados Unidos na Copa Mundial da FIFA de 1930